# Нікітченко Іван Моїсейович
Іван Мойсейович Нікітченко (рос. Иван Моисеевич Никитченко; 5 червня 1905, Незнамово — 4 жовтня 1943, Ясногородка) — Герой Радянського Союзу, в роки радянсько-німецької війни автоматник 985-го стрілецького полку 226-ї стрілецької дивізії, 60-ї армії Центрального фронту, червоноармієць.

## Біографія
Народився 5 червня 1905 року в селі Незнамово (нині Совєтського району Курської області; за іншими даними в Україні) у родині селянина. Жив і працював у Донецькій області. Влітку 1942 року перевіз сім'ю на батьківщину дружини у село Красна Долина (нині Совєтського району). До зими 1943 року перебував на окупованій території.
У лютому 1943 року призваний в Червону Армію і направлений на фронт. Воював у складі 985-го стрілецького полку 226-ї стрілецької дивізії. Відзначився при форсуванні річки Дніпро.

Табличка на могилі

26 вересня 1943 року у складі групи з шести добровольців першим на підручних засобах переправився на правий берег Дніпра і вступив у бій, в рукопашній сутичці знищив кілька гітлерівців. Результатом атаки десантників стало відвоювання села Толокунська Рудня, що на північ від села Ясногородка Димерського району Київської області, де бійці зустрілися з підрозділами 60-ї армії, які форсували Дніпро біля села Домантова. Так два плацдарми з'єднали свої фланги. Обороняючи плацдарм, червоноармієць Нікітченко загинув 4 жовтня 1943 року.
Похований у селі Ясногородка в братській могилі.
Указом Президії Верховної Ради СРСР від 17 жовтня 1943 року за мужність і героїзм, проявлені при форсуванні Дніпра і утриманні плацдарму на його правому березі, червоноармійцеві Нікітченко Івану Моїсейовичу присвоєно звання Героя Радянського Союзу посмертно. Нагороджений орденом Леніна.